# サル・ジボ
サル・ジボ（Salou Djibo、1965年4月15日 - ）は、ニジェールの陸軍士官。2010年2月18日に発生した軍事クーデターにおいて軍政勢力「民主主義復興最高評議会」(CSRD)の議長となり、民政移管された2011年4月7日まで事実上のニジェール共和国のトップとなった。

## 出生
1965年、ニジェール川近くに位置する田舎町のコミューン、ナマロで誕生。ザルマ族の子孫である。現在では結婚し、5人の子供がいる。

## 軍歴
1995年、コートジボワール北部の都市ブアケで軍事教練を受け、1996年に教練役員となる。1997年に少尉となり、1998年に中尉、2003年に大尉、そして2006年10月にはchef d'escadron（戦隊の司令官、少佐クラス）に昇進。また、モロッコと中国で訓練を受けている。
複数のポストを務めると共に、彼は小隊長として、アガデス軍事センターのインストラクターも務め、首都ニアメの守備隊指揮官を務めた。
また、2004年にはコートジボワール、2006年にはコンゴ民主共和国におけるPKOに参加した。

## 2010年2月の軍事クーデター
2010年2月に軍事クーデターを起こし、軍事政権を樹立。ニジェールをよき民主主義と統治のモデルにする意思があると発表した。2011年3月12日に民政移管のための大統領選挙が行われ、マハマドゥ・イスフが当選。4月7日に就任し、サル・ジボは元首を退任した。